# Maxime de Bousies
Graf Maxime de Bousies (* 18. August 1865 in Harveng, Provinz Hennegau, Belgien – 11. Mai 1942 in Saint-Josse-ten-Noode) war Mitglied des Internationalen Olympischen Komitees für Belgien, Politiker, Bergsteiger, Anwalt, Dichter und Industrieller.

## Leben
Nach dem Abitur an einer Jesuitenschule in Mons, studierte er Sozial- und Rechtswissenschaften an der KU Leuven, wo er 1890 in Jura promoviert wurde. Seine ersten Fahrradtouren in den Alpen führten 1885 zu einem Sturz, wodurch er sein Leben lang auf einem Ohr taub war. Von 1894 bis 1901 war er das erste belgische IOC-Mitglied. Aufgrund seiner persönlichen wirtschaftlichen Verhältnisse (Aktionär unterschiedlicher Aktiengesellschaften) war er in der Lage, sich gegen Anfeindungen der belgischen Turner, die ähnlich den deutschen die Teilnahme an den Olympischen Spielen entschieden ablehnten, zu behaupten. Er war u. a. Mitbesitzer der Vivinus-Werke, die Fahrräder und Autos produzierte. In letzteren beteiligte er sich auch an Autorennen und gehörte 1896 zu den Gründungsmitgliedern des Automobilclubs von Belgien. Es gelang ihm nicht, eine belgische Delegation zu den ersten Olympischen Spielen nach Athen, wohl aber 1900 eine nach Paris zu führen. Anschließend trat er aus dem IOC zurück, um Platz für die entstehenden belgischen Sportverbände zu machen. Von 1914 bis 1921 war er Bürgermeister von Harveng, wo das Schloss seiner Eltern lag, bevor er nach Brüssel zog. Die Sommer verbrachte er in den Alpen, wo er in Beatenberg (Kanton Bern) ein Haus in der Nähe von Jungfrau und Eiger besaß. 1890 soll er von Chamonix aus den Mont Blanc bestiegen haben. Für seine Verdienste wurde er mit dem Leopoldsorden (Ritter) ausgezeichnet.